# لایوش گونتسی
لایوش گونتسی (مجاری: Lajos Gönczy; ۲۴ فوریهٔ ۱۸۸۱ – ۴ دسامبر ۱۹۱۵) ورزشکار پرش ارتفاع اهل مجارستان بود.